# Gerhard Hart
Gerhard Hart (* 17. März 1889 in Hamburg; † nach 1946) war ein deutscher Politiker.

## Leben
Hart war Doktor der Zahnmedizin und praktizierte seit 1909 als Zahnarzt in Kiel. Er galt in der Weimarer Republik als SPD-nah, gehörte aber der Partei nicht an. Nach der Machtergreifung der Nationalsozialisten musste er seine Arbeit in der Forschungsstation der Medizinischen Klinik der Christian-Albrechts-Universität zu Kiel aufgeben. Ab 1941 wurde er von der Gestapo wegen angeblicher evisenvergehen und staatsfeindlicher Äußerungen bespitzelt, verhört und misshandelt. Ein Gestapo-Beamter droht ihm die Einweisung in ein Konzentrationslager und die Erschießung an und erpresst ihn so um 10.000 Reichsmark. Dieser wird 1948 zu achteinhalb Jahren Haft wegen Verbrechens gegen die Menschlichkeit, räuberischer Erpressung und Amtsunterschlagung verurteilt. Harts Antrag auf Entschädigung jedoch abgelehnt. Danker und Lehmann-Himmel charakterisieren ihn, der nicht der NSDAP beitrat, in ihrer Studie über das Verhalten und die Einstellungen der Schleswig-Holsteinischen Landtagsabgeordneten und Regierungsmitglieder der Nachkriegszeit in der NS-Zeit als Nonkonformisten und „oppositionell-gemeinschaftsfremd“.
Hart gehörte 1946 dem ersten ernannten Landtag von Schleswig-Holstein an. Er gehörte dort dem Ausschuss für das Gesundheitswesen an, dessen stellvertretender Vorsitzender er vom 7. Mai bis zum 11. November 1946 er war.